# Nordertredingens kontrakt
Nordertredingens kontrakt, tidigare norra kontraktet, är ett av tre kontrakt i Visby stift.
Kontraktskoden 1201. 

## Administrativ historik
Kontraktet fanns som prosteri under medeltiden och omfattade då 30 socknar/församlingar. 
Efter församlingssammanslagningar ingår sedan 2011 tre (ett efter 2014) pastorat och nio församlingar:
- Norra Gotlands pastorat för:
  - Väskinde församling
  - Stenkyrka församling
  - Bunge, Rute och Fleringe församling
  - Fårö församling
  - Forsa församling
  - Othem-Boge församling
  - Gothems församling
- Dalhems församling som 2016 överfördes till Medeltredingens kontrakt[2]
- Visby domkyrkoförsamling

## Kontraktsprostar
| Ämbetstid | Namn                  | Levnadstid | Övrigt |
| --------- | --------------------- | ---------- | ------ |
| 2015–     | Martina Åkeson Wollbo | 1964–      | [ 3 ]  |